# Курзин, Михаил Иванович
Курзин Михаил Иванович (1888, Барнаул, Российская империя — 1957, Ташкент, УзССР, СССР) — живописец, график, педагог, один из лидеров сибирского и узбекского авангарда.
Родился в Барнауле. В 1904—1907 годах учился в Казанском художественном училище; в 1908 году — в классе К. Коровина в Московском училище живописи, ваяния и зодчества. С 1910 по 1912 годы учился в частной студии М. Д. Бернштейна в Петербурге. В 1916 году был мобилизован. В 1918 году вернулся в Барнаул, вступил в члены Алтайского художественного общества (АХО). «АХО» было основано в начале 1918 с целью объединения художественных сил Алтайского края и развития художественного образования. Действительные члены: В. В. Бессонов, В. Н. Гуляев, Н. Н Емельянов, В. В. Карев, Е. Л. Коровай, М. И. Курзин, К. Ларионов, В. Н. Макаров, С. Р. Надольский, А. О. Никулин, М. И. Трусов (Чебдар), А. В. Худяшов, И. Д. Чашников, Н. А. Янова-Надольская и др. Курзин объединил вокруг себя группу художников, занятых поисками и утверждением новых форм в искусстве.
Преподавал в Алтайских губернских художественно-технических мастерских; высоко ценил народное искусство и городской примитив, призывая своих учеников «учиться живописи у вывесочников». В 1919 году совершил поездку в Ташкент и в Китай (серия работ «Китайский театр» в технике автотрафарета). В 1921—22 годах преподавал во ВХУТЕМАСе технологию материалов, работал в Окнах РОСТА, используя знания по технике автотрафарета.
В 1923 году с женой Еленой Коровай переехал в Крым. С 1924 года жил в Ташкенте. Работал художником в театре им. Я. Свердлова, преподавал. В 1927 году организовал группу «Мастера Нового Востока». Общество художников «Мастера Нового Востока» было основано по инициативе бывших активистов объединения «Новая Сибирь» М. И. Курзина и В. Н. Гуляева, а также обосновавшихся в Ташкенте живописцев и графиков А. Н. Волкова, М. 3. Гайдукевича, И. И. Икрамова, С. А. Мальта, В. П. Маркова, В. Л. Рождественского, П. О. Рябчикова и др. Члены общества придавали особое значение совершенствованию профессионального мастерства, были увлечены поиском «национального стиля», стремясь в то же время воплотить в своем творчестве современные революционные идеи.
В 1929 году стал председателем Ассоциации работников ИЗО в Ташкенте, провёл выставку пяти художников — Михаила Захаровича Гайдукевича (1890—1938), Вадима Николаевича Гуляева (1890, Барнаул — 1943), Александра Николаевича Волкова, М. Курзина, Семёна Адольфовича Мальта (1890—1968). В 1930 году женится на художнице Валентине Марковой.
В 1936 году был репрессирован, приговорён к пяти годам лишения свободы. С конца 1945 года жил в Бухаре. В 1948 году репрессирован повторно, сослан в Красноярский край. Освободился в 1956 году, умер в Ташкенте в 1957 году.

## Музеи
Из сохранившихся работ Михаил Курзина большинство входят в состав музейных фондов Музея изобразительных искусств Республики Каракалпакстан им. И. Савицкого в Нукусе и Государственного музея искусств Узбекистана в Ташкенте, также некоторые его произведения находятся в коллекциях Русского музея в Петербурге.
Также во многих музеях:
- «Государственный музей искусства народов Востока»
- «Государственный центральный музей современной истории России»
- «Государственный художественный музей Алтайского края»
- «Новосибирский государственный художественный музей»
- «Омский государственный историко-краеведческий музей»
- «Самаркандский государственный музей-заповедник»
- «Бухарский государственный музей-заповедник»

Также во многих частных собраниях России и Узбекистана.